# ژان-لوپ کرتین
ژان-لوپ کرتین (به انگلیسی: Jean-Loup Chrétien) فضانورد اهل کشور فرانسه است که در ۲۰ اوت ۱۹۳۸ میلادی در لا روشل زاده شد. وی در مأموریت سایوز تی-۶، سایوز تی‌ام-۷ ، سایوز تی‌ام-۶، اس‌تی‌اس-۸۶ حضور داشته است.